# Chaetobromus
Chaetobromus és un gènere de plantes de la família de les poàcies, ordre de les poals, subclasse de les commelínides, classe de les liliòpsides, divisió dels magnoliofitins.

## Taxonomia
El gènere només està format per 1 sola espècie: chaetobromus involucratus que a la vegada consta de 3 subespècies:
- Chaetobromus involucratus subsp. dregeanus (Nees) Verboom
- Chaetobromus involucratus subsp. involucratus
- Chaetobromus involucratus subsp. sericeus (Nees) Verboom